# Martin Tielke
Martin Tielke (* 1948 in Arnsberg) ist ein deutscher Bibliothekar und Autor.

## Leben
Tielke studierte Germanistik, Soziologie und Politologie an den Universitäten Marburg, Göttingen und Berlin. Das Studium schloss er im Jahre 1979 mit der Promotion und einer Dissertation über Adalbert Stifter ab. Im Anschluss absolvierte er an der Staatsbibliothek Berlin eine Ausbildung zum wissenschaftlichen Bibliothekar. Bis 2008 leitete er die Landschaftsbibliothek Aurich.
Neben regionalgeschichtlichen Veröffentlichungen, darunter v. a die Herausgabe des Biographischen Lexikons für Ostfriesland, trat er insbesondere mit Publikationen zu Carl Schmitt und Ernst Jünger hervor. Er ist Mitglied im Vorstand der Carl-Schmitt-Gesellschaft.

## Schriften (Auswahl)
- Sanftes Gesetz und historische Notwendigkeit. Adalbert Stifter zwischen Restauration und Revolution. Peter Lang, Frankfurt am Main/Bern/Las Vegas 1979 (Zugleich: Dissertation), ISBN 978-3-8204-6533-4.
- Das Rätsel des Emder Buchdrucks (1554–1602). Ausstellung vom 10.5.–24.5. in der Landschaftsbibliothek Aurich. Ostfriesische Landschaftliche Verlags- und Vertriebsgesellschaft, Aurich 1985, ISBN 978-3-925365-09-6.
- (Hrsg.): Biographisches Lexikon für Ostfriesland. Ostfriesische Landschaftliche Verlags- und Vertriebsgesellschaft, Aurich 1993–2007
  - Band 1, ISBN 3-925365-75-3 (1993).
  - Band 2, ISBN 3-932206-00-2 (1997).
  - Band 3, ISBN 3-932206-22-3 (2001).
  - Band 4, ISBN 3-932206-62-2 (2007).
- Die theologische Literatursammlung des Fürstenhauses Ysenburg-Büdingen. Kulturstiftung der Länder, Berlin 2007.
- Der stille Bürgerkrieg. Ernst Jünger und Carl Schmitt im Dritten Reich. Landt Verlag, Berlin 2007, ISBN 978-3-938844-08-3.
- Carl Schmitt aus der Nähe betrachtet. Zeugnisse von Weggenossen. Hrsg. im Auftrag der Carl-Schmitt-Gesellschaft e.V. von Gerd Giesler und Ernst Hüsmert (= Carl Schmitt. Opuscula. Plettenberger Miniaturen. 6). Plettenberg 2013, ISBN 978-3-9812613-5-6.
- mit Gerd Giesler (Hrsg.): Schmitt und Sombart. Der Briefwechsel von Carl Schmitt mit Nicolaus, Corina und Werner Sombart. Duncker & Humblot, Berlin 2015, ISBN 978-3-428-14706-9.
- mit Gerd Giesler (Hrsg.): Carl Schmitt. Tagebücher 1925 bis 1929. Duncker & Humblot, Berlin 2018, ISBN 978-3-428-15296-4
- mit Gerd Giesler (Hrsg.): Carl Schmitt. Glossarium. Aufzeichnungen aus den Jahren 1947 bis 1958. Duncker & Humblot, Berlin 2015. 2. Aufl., Berlin 2015, ISBN 978-3-428-14486-0.
- (Hrsg.) Carl Schmitt / Duschka Schmitt. Briefwechsel 1923 bis 1950. Duncker & Humblot, Berlin 2020, ISBN 978-3-428-15845-4.
- „Geniale Menschenfängerei“. Carl Schmitt als Widmungsautor. Hrsg. im Auftrag der Carl-Schmitt-Gesellschaft e.V. von Gerd Giesler (= Carl Schmitt. Opuscula. Plettenberger Miniaturen. 13). Berlin 2020, ISBN 978-3-9820020-2-6.
- (Hrsg.): Carl Schmitt / Roman Schnur. Briefwechsel 1951 bis 1983. Duncker & Humblot, Berlin 2023, ISBN 978-3-428-18933-5.
- Duschkas Gästebuch. 1938–1943. Hrsg. im Auftrag der Carl-Schmitt-Gesellschaft von Gerd Giesler (= Carl Schmitt. Opuscula. Plettenberger Miniaturen. 17). Berlin 2024, ISBN 978-3-9820020-6-4.